# نيك ميرفي
نيك ميرفي (بالإنجليزية: Nick Murphy)‏ (22 أكتوبر 1966 المملكة المتحدة - 1 سبتمبر 1998 المملكة المتحدة) هو لاعب كرة قدم بريطاني سابق كان يلعب كمدافع.